# 拉斯包拉斯國家海洋公園

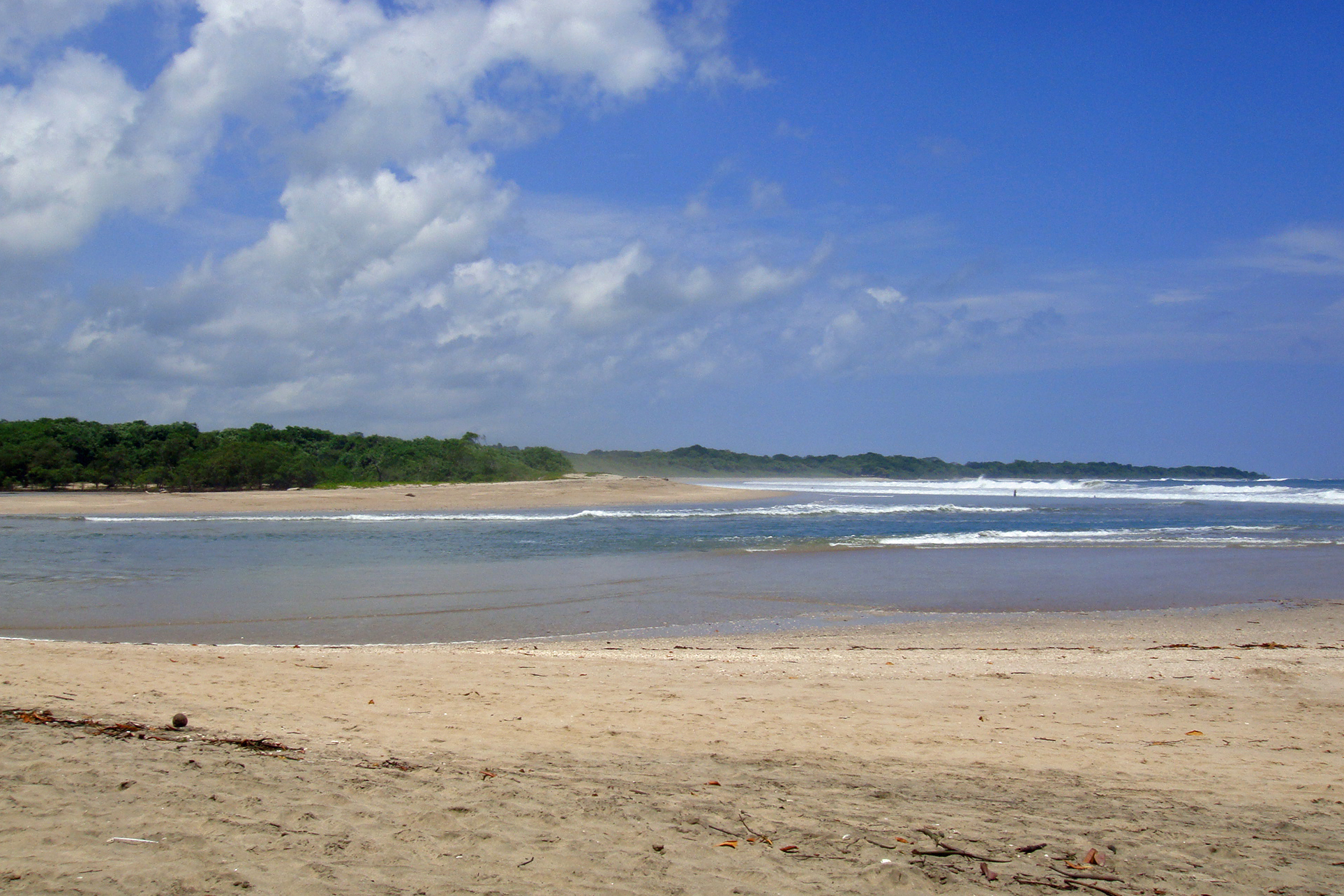

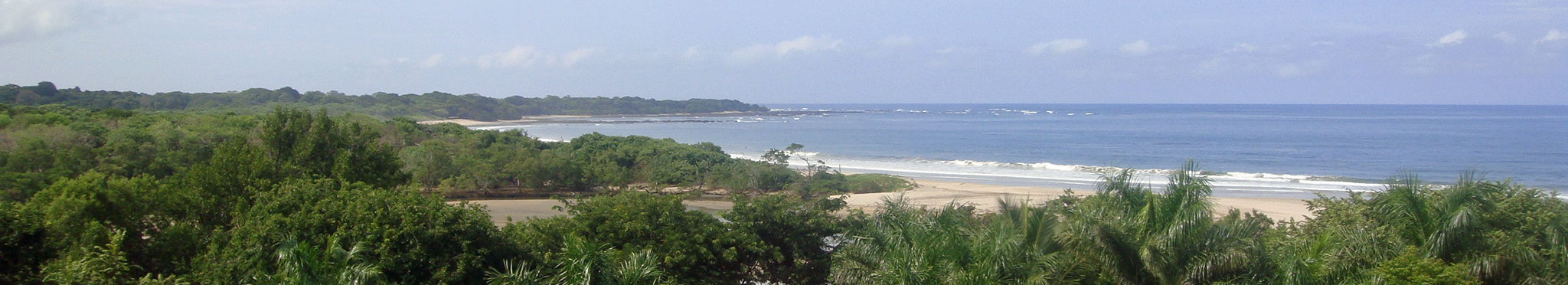

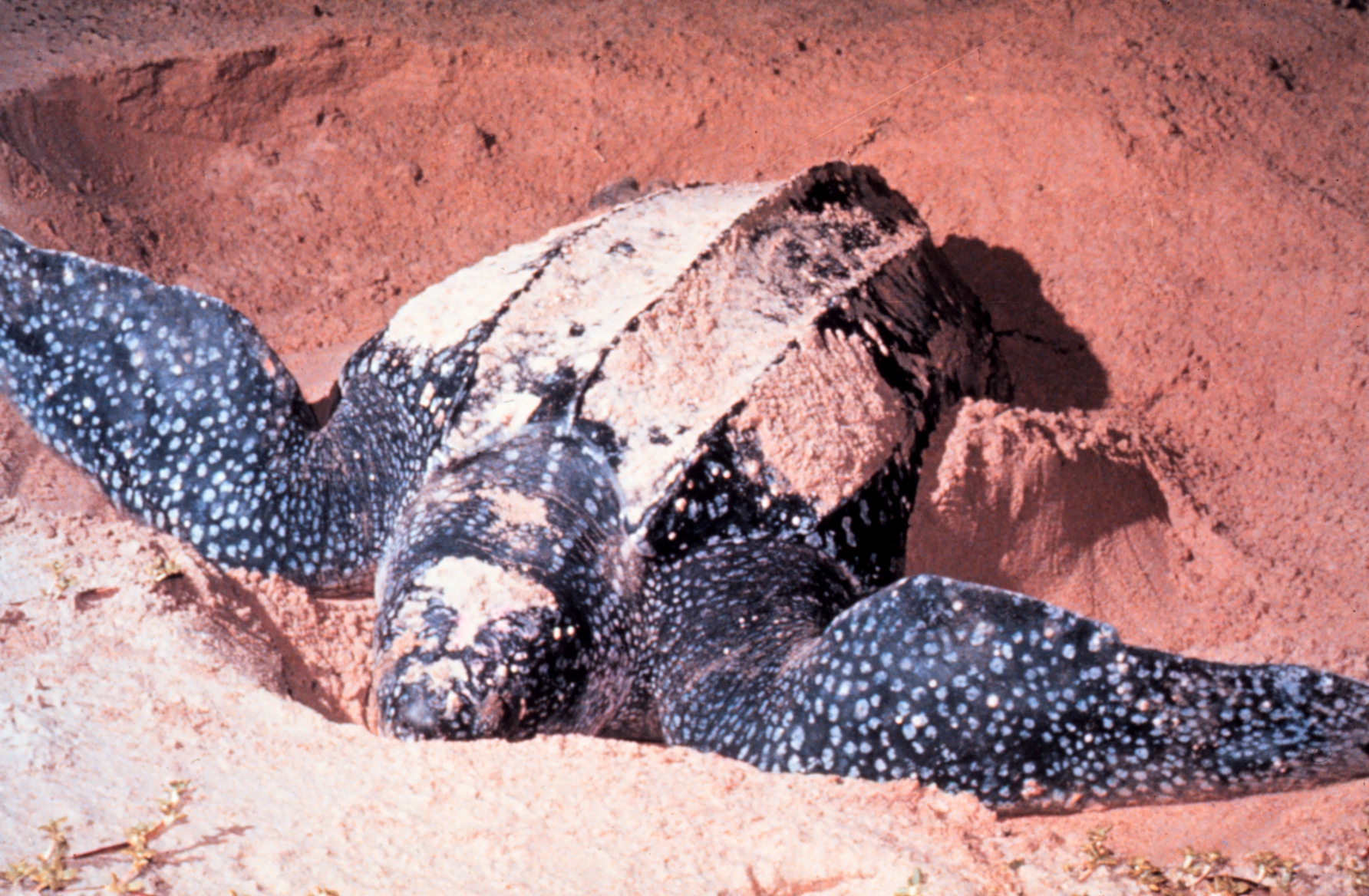

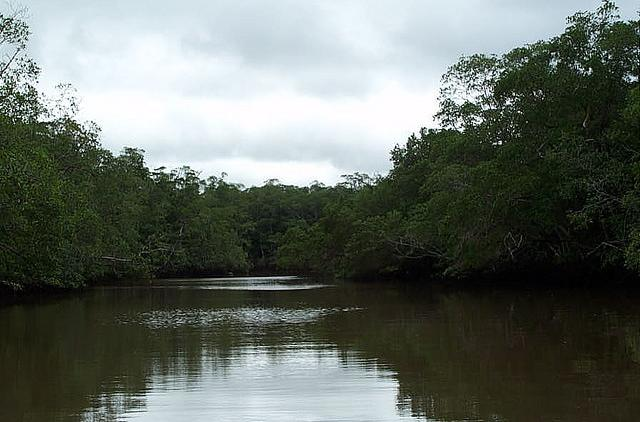

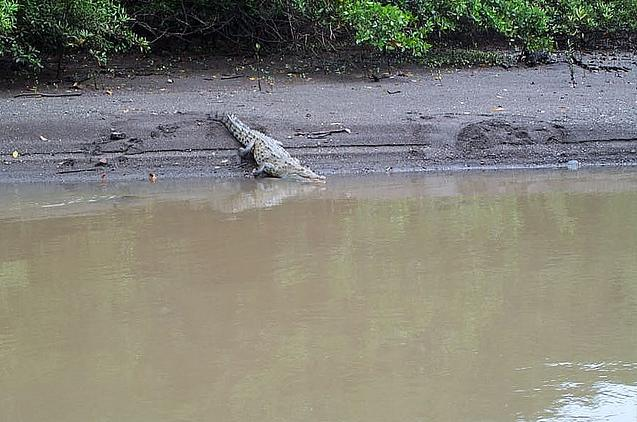

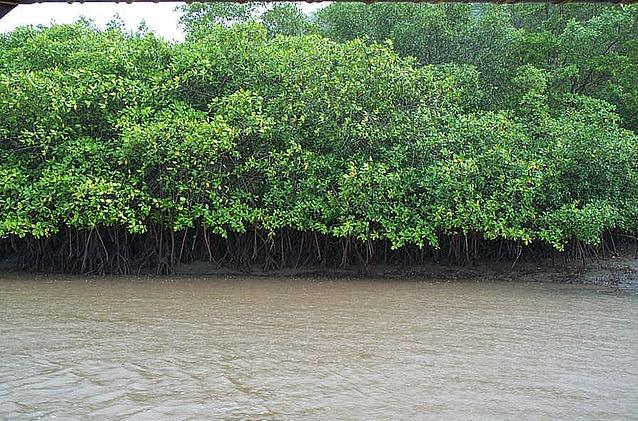

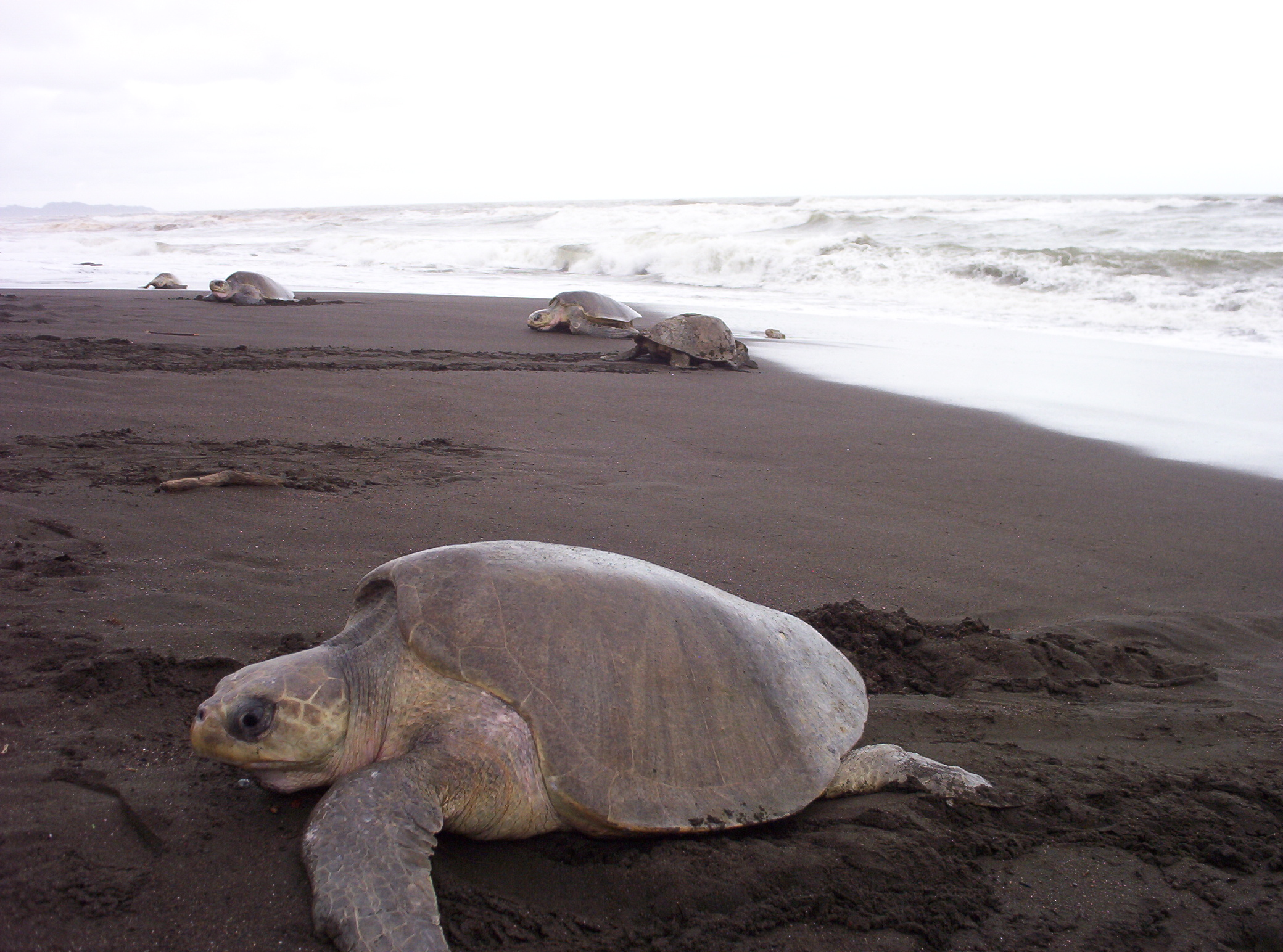

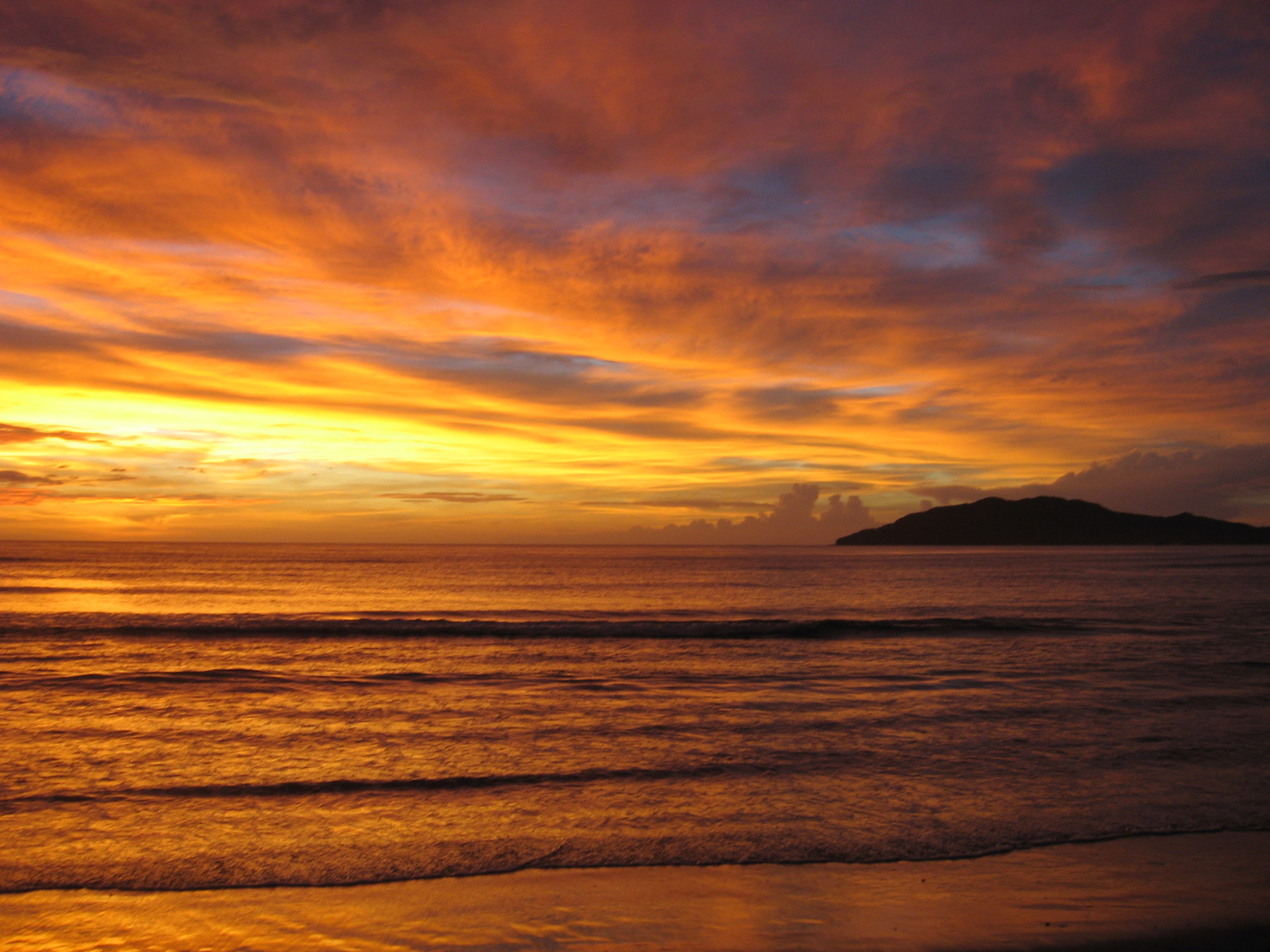

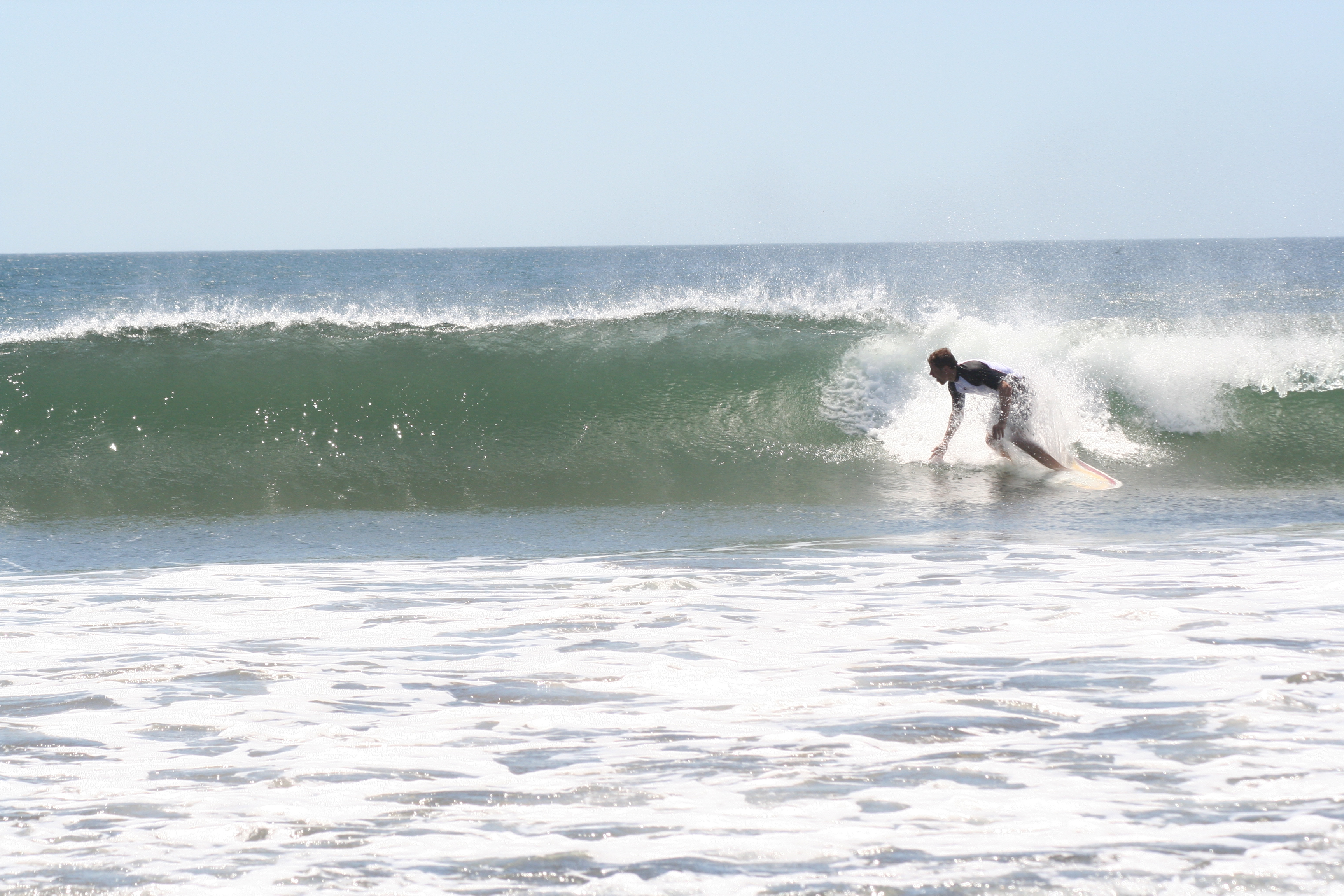

拉斯包拉斯國家海洋公園是哥斯達黎加的國家公園，位於該國西北部，由瓜納卡斯特省負責管轄，面積271平方公里，成立於1991年7月9日，該地區容許水肺潛水活動。

## 外部連結
- Las Baulas National Marine Park （页面存档备份，存于） at Costa Rica National Parks